# Hatvany Lajos Múzeum
A hatvani Hatvany Lajos Múzeum a város történelmi központjában, Kossuth téren, a Grassalkovich-kastéllyal szemben a régi Sörházban található.

## A múzeum története
A város 1969 márciusában Doktay Gyula építészmérnök magángyűjteményére alapozva hozta létre a Hatvani Múzeumot. A múzeum alapítóokmányában négy fő gyűjtő- és kutatási területet jelöltek meg: régészet, néprajz, képzőművészet, helytörténet, először csak ideiglenesnek szánt helyszínen.
A gyűjtemény fejlesztésében kezdetben főleg a helytörténeti és régészeti szempontok érvényesültek; e munkában két helyi tanárember, Németi Gábor és Szántó Lóránd játszott meghatározó szerepet.
1973-ban Budapestről érkezett új igazgató Kovács Ákos (1943-2014) személyében. A múzeum alapító vezetőihez hasonlóan, ő is kivette a részét a fizikai munkából is, múzeumi mindenesként tevékenykedett, de nagy tervei is voltak. Érdeklődési köre főleg a magyar kortárs képzőművészetre és valamint a néprajz, folklorisztika bizonyos határterületeire (például falvédők, madárijesztők, testtetoválások) koncentrálódott, ennek megfelelően változott a múzeum fő gyűjtőprofilja is.
A kortárs magyar képzőművészek körében Hatvan rendezvényeivel, kiállításaival hamarosan a vidéki zarándokhely rangját szerezte meg ért el. A sokat emlegetett „3 T kultúrpolitika“ (támogatott-tűrt-tiltott) számos háttérbe szorított alkotója itt kapott lehetőséget a bemutatkozásra, többek között Korniss Dezső, Román György, Jakovits József és Veszelszky Béla. Korniss Dezső visszatérése a művészeti életbe egyenesen a hatvani múzeumnak volt köszönhető. A kiállítások alkotásra ihlették Kormos Istvánt, Nagy Lászlót, Tandori Dezsőt, Weöres Sándort, Kurtág Györgyöt, Vidovszky Lászlót, Jeney Zoltánt. A múzeum eredményei a szakmában elismerést, de a helyi közéletben, az állampárt helyi vezetői körében ellenérzéseket váltottak ki.
Kovács Ákos gyümölcsöző kapcsolatot alakított ki a Hatvany családdal, és a múzeum ekkor vette fel Hatvany Lajos nevét a korábbi Hatvani Múzeum helyett. Bekerültek a gyűjteményekbe nem csak Hatvany Lajos, de a család más neves tagjainak tárgyi emlékei is. Kovács Ákos hozatta haza New Yorkból Lesznai Anna, Hatvany Lajos unokatestvére értékes hagyatékát.
Az igazgató szerkesztésében került kiadásra A Hatvany Lajos Múzeum Füzetei című sorozat 10 kötete, amelyek jól dokumentálják a múzeum helytörténeti kutatásait, például a Grassalkovich-kastély történetének kutatását, Ady Endre, Thomas Mann és József Attila Hatvanban töltött idejének  feltérképezését. E kutatásoknak szerepe volt abban is, hogy 1996-ban a város egyik iskolája Lesznai Anna nevét vette fel.
Kovács Ákos azonban 1984-ben, nagyrészt a személyes és politikai támadások következtében távozni kényszerült a múzeumból. Sűrűn változó utódai közös gondba ütköztek, a helyhiányba. Az addig a Szabadtéri Színpad egykori öltözőjében működő múzeum 1986-ban, újfent „ideiglenesen” a városháza udvarán, egy barakképületben kapott helyet. Minden múzeumigazgató Hatvany Lajos 1945-ös javaslatát igyekezett megvalósítani, hogy a Grassalkovich (Hatvany)-kastélyt a művelődés szolgálatába állítsák és itt kapjon helyet a múzeum. Részletes terveket dolgoztak ki a költözködésre, de a felújítás anyagi okok miatt elmaradt.
Végül 1996-ban az önkormányzat a még mindig felújításra váró kastély helyett egy másik belvárosi, volt Grassalkovich-ingatlant, az úgynevezett Sörfőző házat ajánlotta föl. 1996 szeptemberétől ebben az épületben tevékenykedik a múzeum, itt megoldható az állandó és időszaki kiállítások, valamint az irodák és raktárak elhelyezése is.
A múzeum később – talán politikai okok miatt – igyekezett eltávolítani magától Hatvany Lajos nevét, és bár hivatalos elnevezését nem változtatták meg, épületének falán a Hatvani Értéktár valamint a Múzeum Serfőzde feliratok szerepelnek.
A múzeumban rendszeresen mutatnak be értékes időszaki kiállításokat. 2020 nyarán az intézmény fő attrakciója Pákh Imre Munkácsy-gyűjteménye egy részének bemutatása volt.

### A 2020-as Munkácsy időszaki kiállítás anyagából

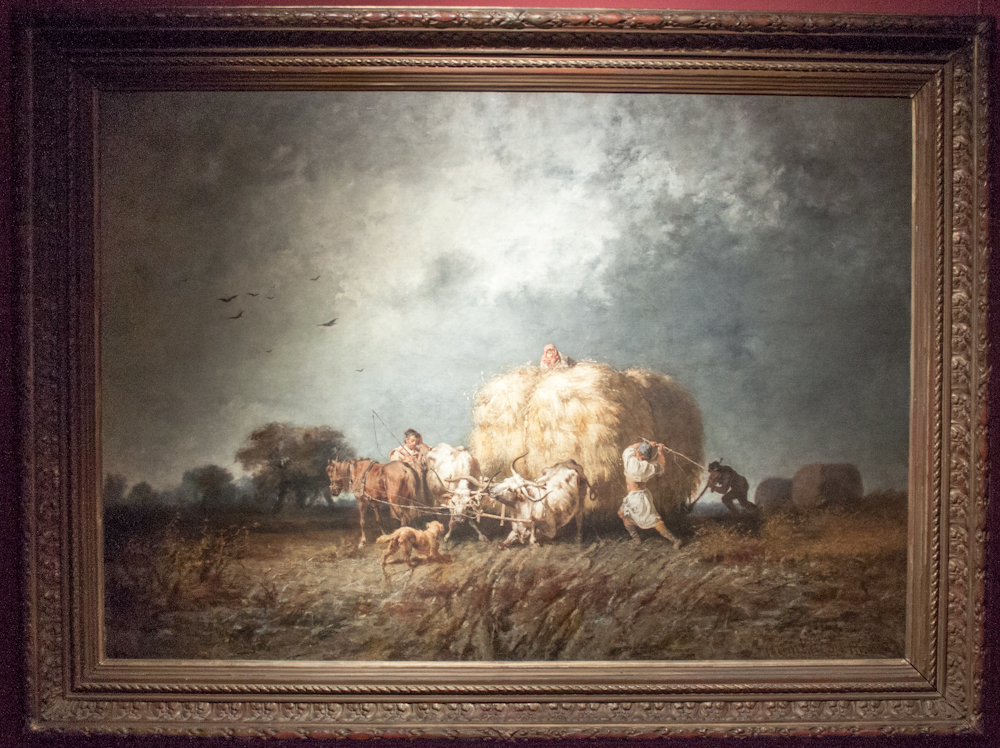
Dűlő szénásszekér
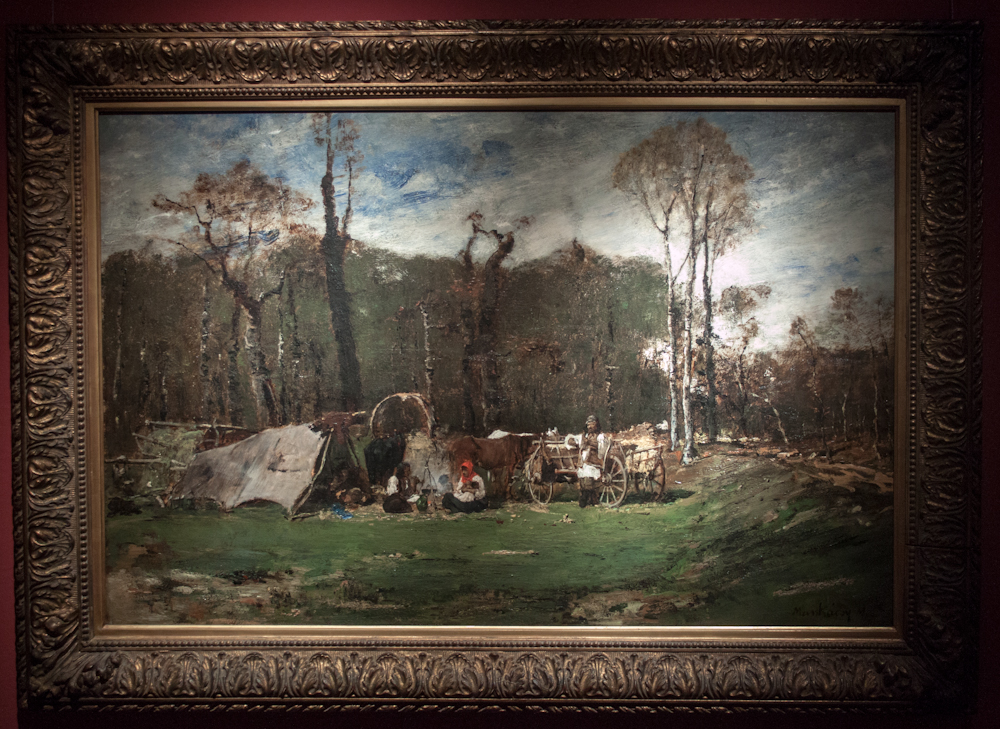
Cigányok az erdő szélén
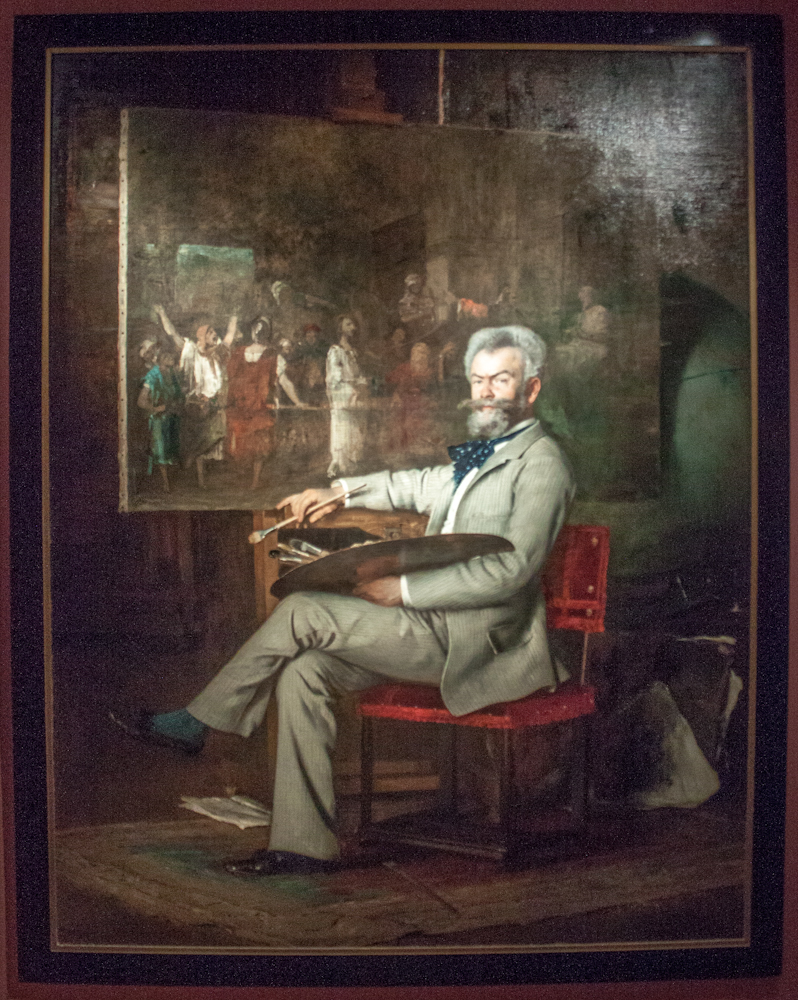
Hans Temple Munkácsy-portréja